# RenoCross
Le RenoCross (CrossVegas de 2007 à 2017) est une compétition de cyclo-cross disputée chaque année au mois de septembre à Reno, aux États-Unis. Il s'agit du plus prestigieux cyclo-cross sur les terres américaines. De 2015 à 2017, l'épreuve est une manche de la Coupe du monde de cyclo-cross.
Jusqu'en 2017 inclus, l'épreuve a lieu à Las Vegas sous le nom de CrossVegas.

## Palmarès

### Hommes
| Année | Vainqueur         | Deuxième               | Troisième              |
| ----- | ----------------- | ---------------------- | ---------------------- |
| 2007  | Ryan Trebon       | Christian Heule        | Jeremy Powers          |
| 2008  | Ryan Trebon       | Timothy Johnson        | Adam Craig             |
| 2009  | James Discroll    | Christopher Jones      | Jonathan Page          |
| 2010  | Francis Mourey    | James Discroll         | Gerben De Knegt        |
| 2011  | Lars van der Haar | Christian Heule        | Rob Peeters            |
| 2012  | Jeremy Powers     | Timothy Johnson        | Ben Berden             |
| 2013  | Sven Nys          | Jeremy Powers          | Geoff Kabush           |
| 2014  | Sven Nys          | Lars van der Haar      | Jeremy Powers          |
| 2015  | Wout van Aert     | Sven Nys               | Michael Vanthourenhout |
| 2016  | Wout van Aert     | Michael Vanthourenhout | Laurens Sweeck         |
| 2017  | Laurens Sweeck    | Diether Sweeck         | Jeremy Powers          |
| 2018  | Lance Haidet      | Jamey Driscoll         | Bjorn Selander         |

### Femmes
| Année | Vainqueur         | Deuxième          | Troisième             |
| ----- | ----------------- | ----------------- | --------------------- |
| 2007  | Lyne Bessette     | Katie Compton     | Kateřina Nash         |
| 2008  | Katie Compton     | Kateřina Nash     | Georgia Gould         |
| 2009  | Katie Compton     | Kateřina Nash     | Georgia Gould         |
| 2010  | Kateřina Nash     | Amy Dombroski     | Mary McConneloug      |
| 2011  | Kateřina Nash     | Amy Dombroski     | Kelli Emmett          |
| 2012  | Sanne van Paassen | Lea Davison       | Alison Powers         |
| 2013  | Kateřina Nash     | Lea Davison       | Catharine Pendrel     |
| 2014  | Meredith Miller   | Kateřina Nash     | Katie Compton         |
| 2015  | Kateřina Nash     | Eva Lechner       | Sanne Cant            |
| 2016  | Sophie de Boer    | Kateřina Nash     | Katherine Compton     |
| 2017  | Kateřina Nash     | Catharine Pendrel | Ellen Noble           |
| 2018  | Maghalie Rochette | Kateřina Nash     | Sofia Gomez-Villafañe |

## Anciens cyclo-cross
Antérieurement, il avait été organisé un cyclo-cross à Las Vegas en 1988 et 1994 :
- 1988 : Chris Carmichael
- 1994 : Ron Kiefel